# Matlock Bath
Matlock Bath – wieś w Anglii, w hrabstwie Derbyshire, w dystrykcie Derbyshire Dales. Leży 22 km na północ od miasta Derby i 203 km na północny zachód od Londynu.